# Griffe d'encre
Griffe d'encre est une ancienne maison d'édition française spécialisée dans les littératures de l'imaginaire, en particulier le fantastique, la science-fiction et le réalisme magique.

## Historique
Créée en 2007 et basée à Bréchamps (Eure-et-Loir), elle publiait des romans, des novellas, des recueils de nouvelles et des anthologies. Elle a cessé son activité en 2016.

## Récompenses
Griffe d'encre s'est fait connaître par les prix remportés par plusieurs de ses publications :
- le recueil Contes Myalgiques de Nathalie Dau (Prix Imaginales 2008, catégorie Nouvelles),
- la novella La Vieille Anglaise et le continent de Jeanne-A Debats (Grand Prix de l'Imaginaire 2009[1], catégorie nouvelle francophone, Prix Rosny aîné 2009[2] catégorie nouvelle, Prix Julia-Verlanger 2009, Nouveau Grand Prix de la SF française 2009, catégorie nouvelle)
- le recueil Le Diapason des mots et des misères de Jérôme Noirez (Grand Prix de l'Imaginaire 2010[3], catégorie nouvelle francophone).
- le roman Loar de Loïc Henry (Prix Imaginales des lycéens 2014[4]).